# EINA, Centre universitaire de design et d'art de Barcelone
EINA, Centre universitaire de design et d'art de Barcelone (en catalan : EINA Centre Universitari de Disseny i Art de Barcelona) est une école supérieure privée consacrée aux études du design, située à Barcelone, dans le quartier de Sarrià.

## Présentation
Fondée en 1967 à Barcelone, dans le contexte artistique, politique et social de la fin de la dictature franquiste, l'EINA est l'une des premières écoles de design d'Espagne.

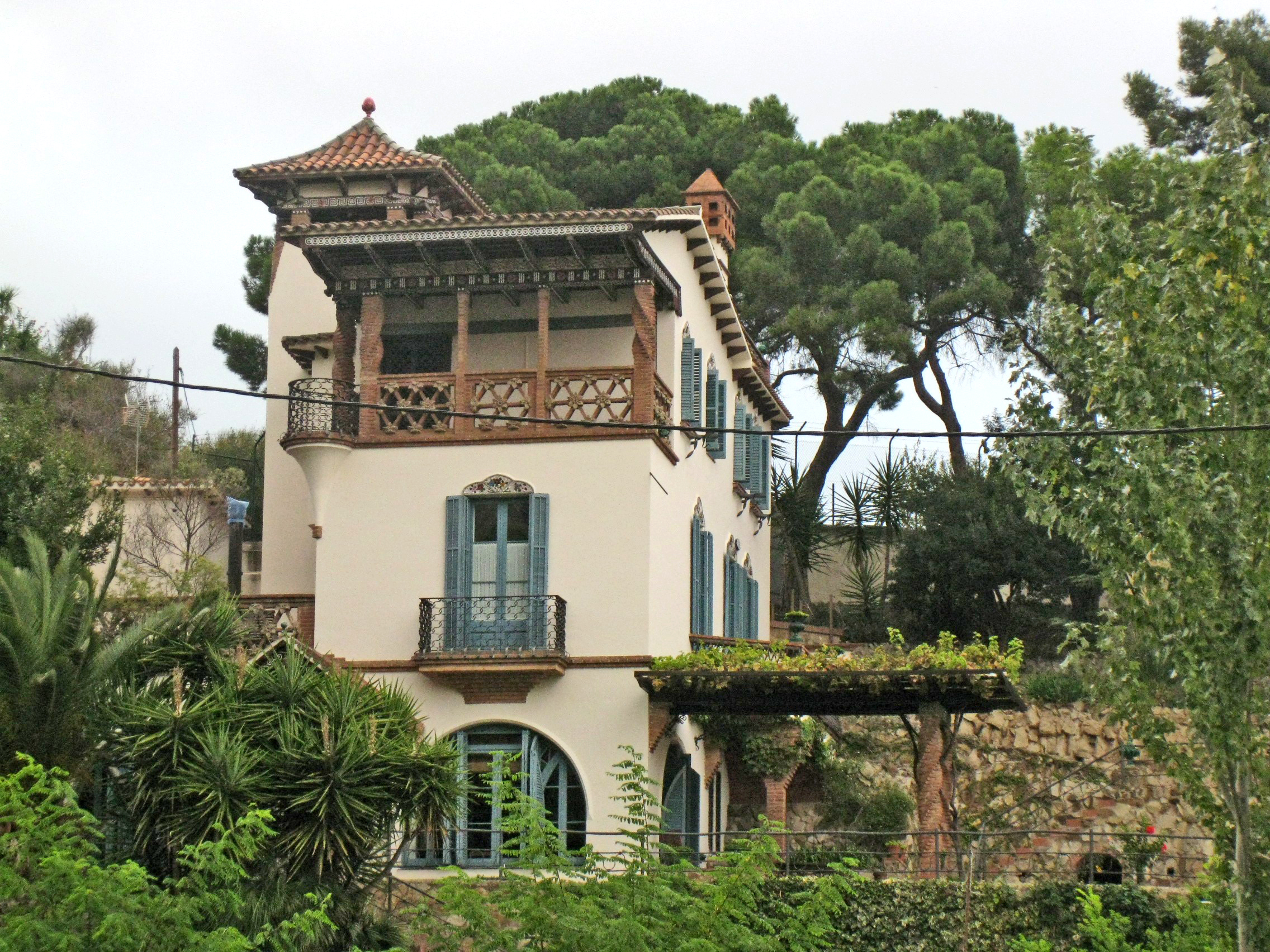
Casa Manuel Dolcet, premier siège de l'EINA.

Son premier siège est accueilli dans la Casa Manuel Dolcet, œuvre moderniste de l'architecte Joan Rubió i Bellver (1870-1952), sur l'avenue de Vallvidrera, dans le quartier de Sarrià.
Depuis 1994, elle est rattachée à l'Université autonome de Barcelone. Elle est considérée comme l'un des meilleurs centres d'enseignement du design en Europe selon la revue italienne spécialisée Domus.
Organisée comme fondation privée non lucrative, son objectif académique est l'enseignement de l'art et du design, et son ancrage dans la création et le débat culturels contemporains.
Le siège de l'institution est situé aujourd'hui dans l'édifice moderniste du palais des Marquis de Sentmenat, dans le district de Sarrià-Sant Gervasi, sur les hauteurs de Barcelone.
Le site abrite également un espace d'expositions ouvert au public.

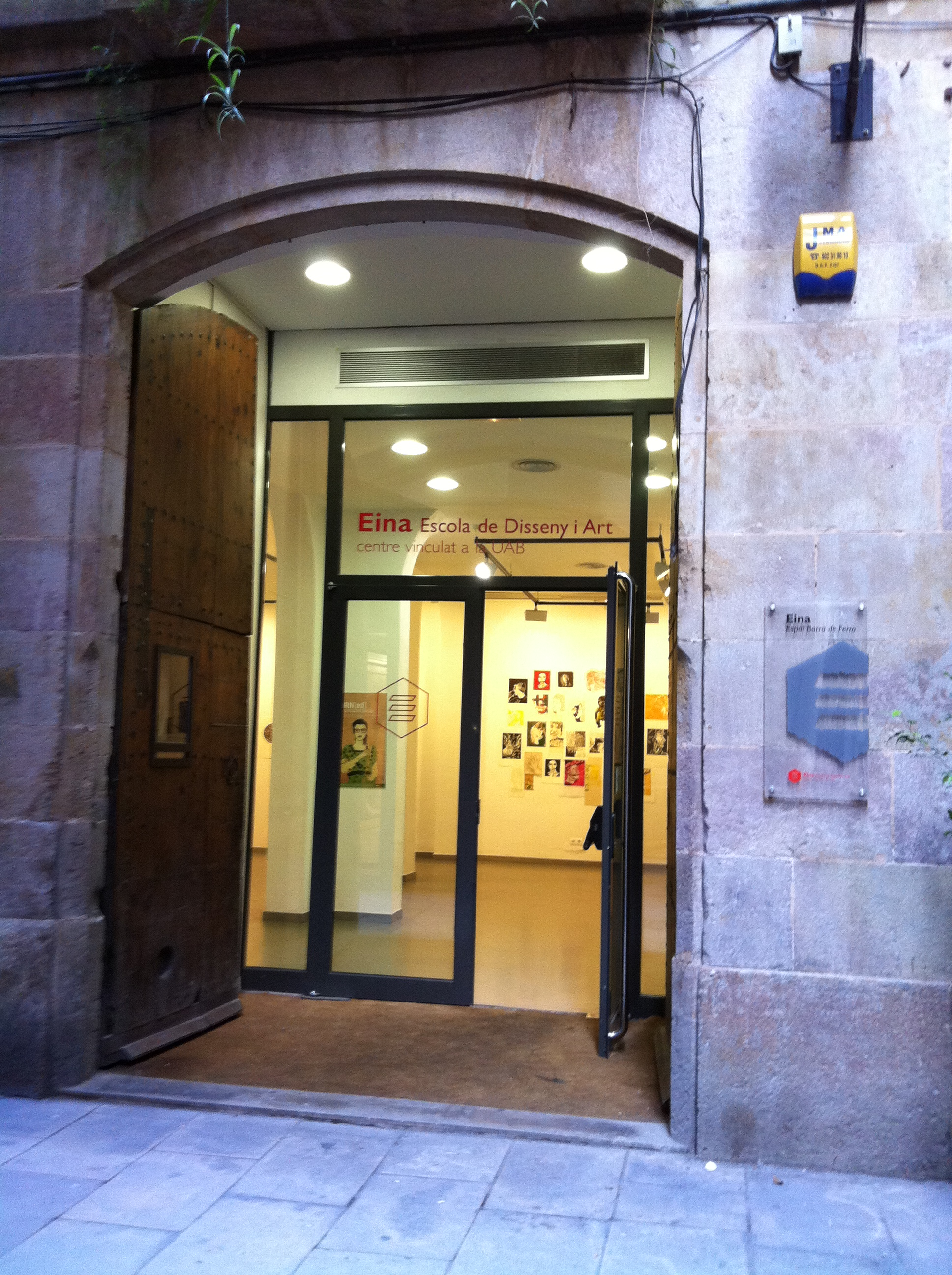
L'entrée de l'espace d'expositions de l'EINA.

Depuis le début de l'année 2023, la directrice de l'école est l'architecte et professeure Irma Arribas.

## Accès
L'école est accessible par la ligne 12 du métro de Barcelone, à la station Reina Elisenda.

## Personnalités liées à l'institution

### Professeurs
- L'artiste Albert Ràfols-Casamada (1923-2009);
- La peintre Maria Girona i Benet (1923-2015)[10].

### Étudiants
- L'artiste contemporaine Eulàlia Grau (1946-);
- L'architecte et paysagiste Beth Galí (1950-)[11].

## Prix
- 1987: Croix de Saint-Georges de la Généralité de Catalogne[12].